# 官桥镇 (南安市)
官桥镇是中国福建省泉州市南安市下辖的一个镇。

## 行政区划
官桥镇共辖6个社区和23个行政村，分别是：
立新社区、篮桥社区、曾庄社区、金庄社区、霞光社区、金桥社区、内厝社区、九溪村、曙光村、洪岭村、盐田村、黄山村、东头村、泗溪村、成竹村、漳里村、山林村、周厝村、前梧村、新圩村、塘上村、岭兜村、下洋村、东星村、席里村、竹口村、西庄村、和铺村和内都村。

## 中国传统村落
2013年8月，漳州寮村被评为第二批中国传统村落。